# アルファ磁気分光器
アルファ磁気分光器（Alpha Magnetic Spectrometer）は、国際宇宙ステーションに搭載されている素粒子物理学の実験装置である。AMS-02とも呼ばれる。宇宙線を測定し、様々な種類の未知の物質を調査することを目的に設計されている。この実験によって宇宙の構造がより明確にされ、暗黒物質や反物質の性質を解明する手がかりになることが期待されている。代表研究者はノーベル物理学者のサミュエル・ティンで、機体の最終試験はオランダにある欧州宇宙機関のヨーロッパ宇宙研究技術センターで行われ、2010年8月にフロリダのケネディ宇宙センターに搬送された。当初は同年7月のスペースシャトル・エンデバー号の最後の飛行となるSTS-134（エンデバー号）で打ち上げられる予定であったが延期され、AMS-02を載せたSTS-134は2011年5月に打ち上げられた。
AMS-02の初期観測報告は、2013年4月3日に行われ、宇宙線の中から暗黒物質（ダークマター）の証拠を検出した可能性があると発表した。しかし、他の天文現象であった可能性も残っているため、引き続き観測・分析を続けて明らかにしていくとした。

## 経緯
アルファ磁気分光器（AMS）の企画を提案したのは、マサチューセッツ工科大学の素粒子物理学者サミュエル・ティンである。提案時期は超伝導超大型加速器の建設計画が中止されてから間もなくのことで、1995年に提案は承認され、ティンは代表研究者となった。

### AMS-01

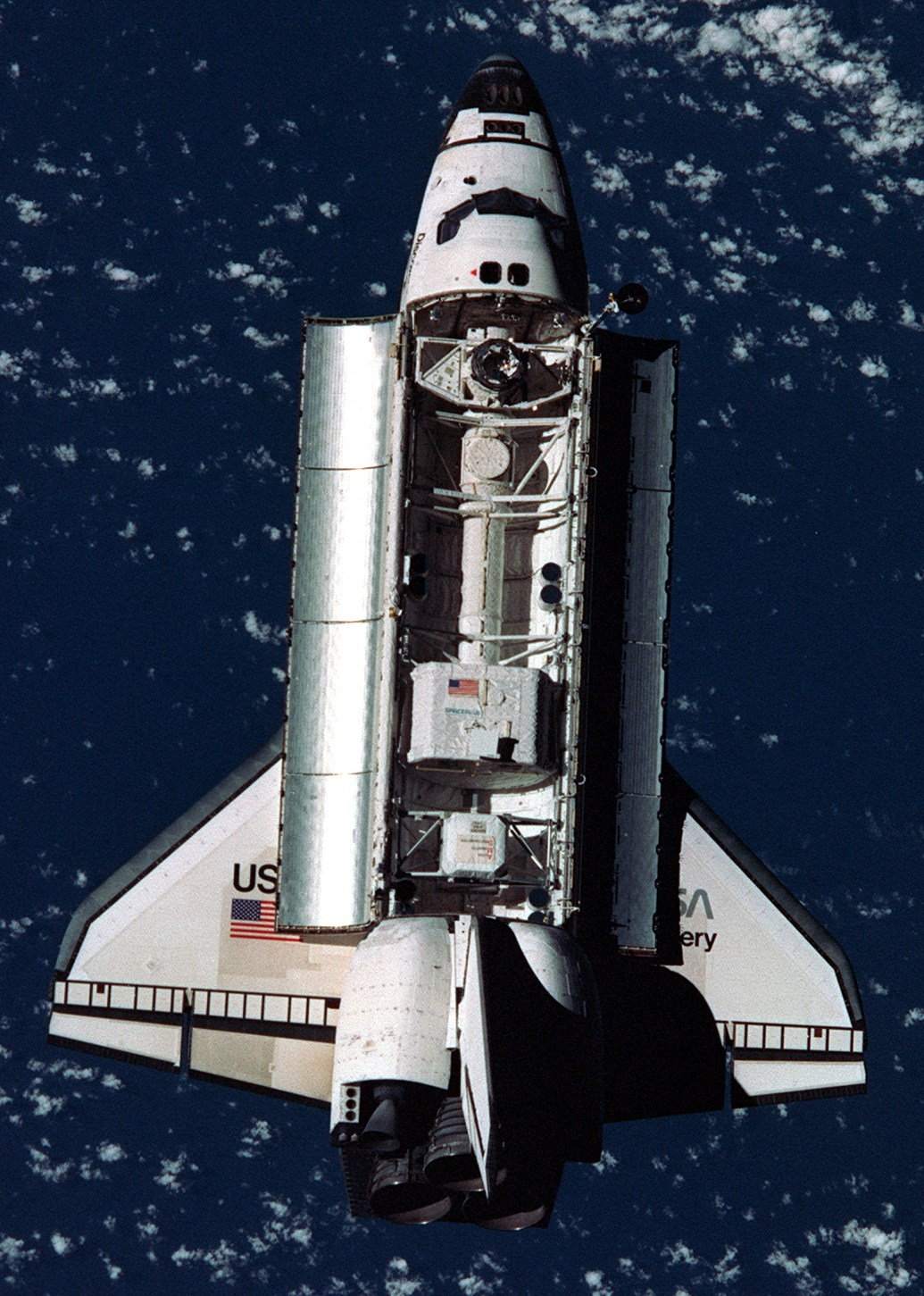
1998年、STS-91（ディスカバリー）に搭載されているAMS-01（貨物搭載室の後部に見える白い部分）

AMSの原型は、ティンが指揮する国際協会によって作られた簡略型のAMS-01検出器であった。AMS-01は1998年6月にスペースシャトル・ディスカバリー（STS-91）で打ち上げられ、目標だった反ヘリウムの発見には失敗したものの、検出器が宇宙空間で機能することは証明された。なお、この計画はシャトルが宇宙ステーション「ミール」とドッキングする最後の飛行となったもので、左の写真はミールから撮影されたものである。

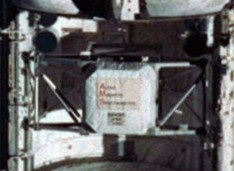
STS-91でシャトルに搭載されたAMS-01の拡大写真（中央）

### AMS-02

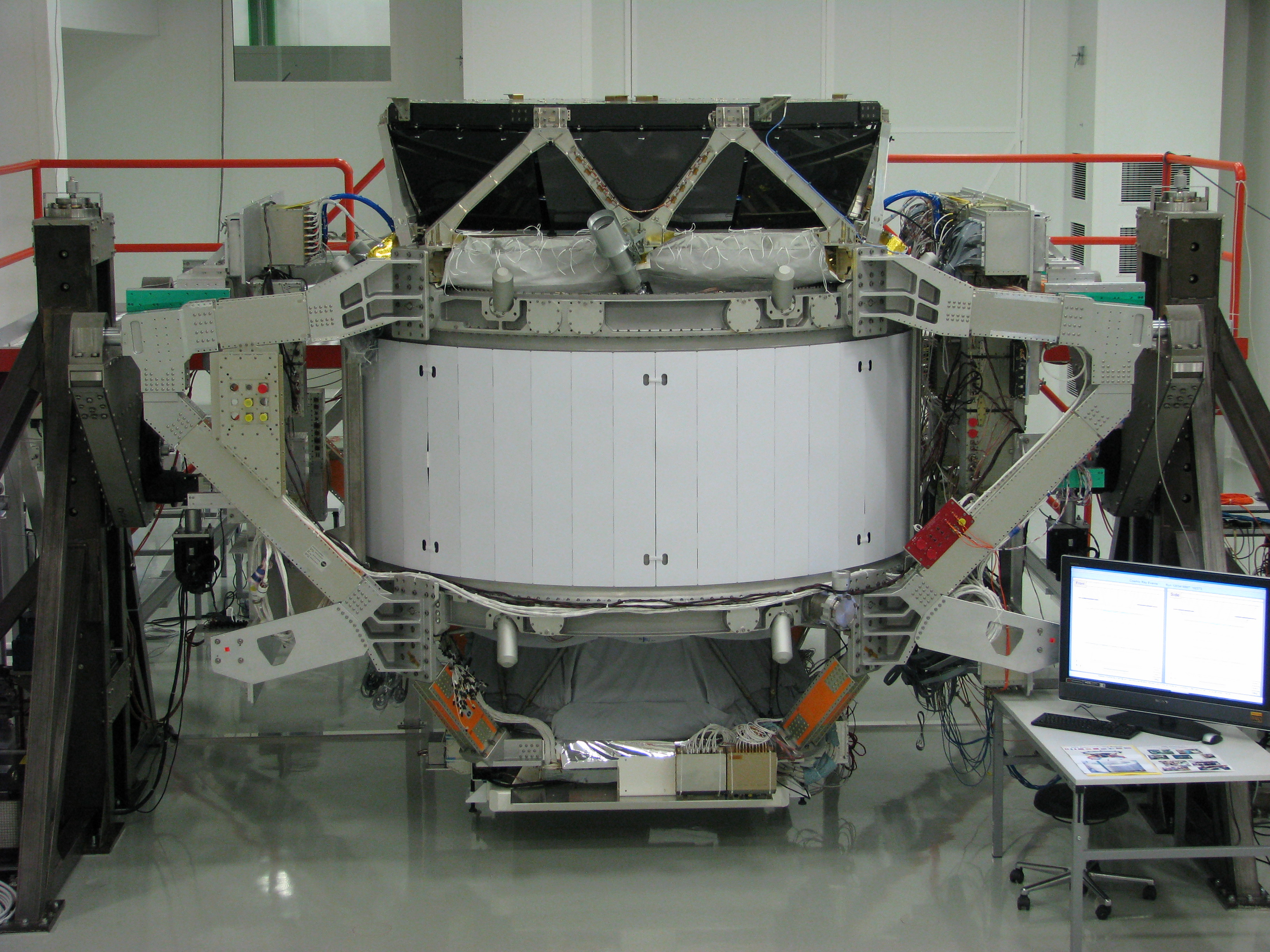
ジュネーヴで組立点検されるAMS-02

原型の飛行が終了した後、ティンは直ちに完全装備型のAMS-02の製作に取りかかった。この研究にはエネルギー省の支援のもと、世界16ヶ国から500人の科学者と56の機関が参加した。AMS-02が必要とする電力は通常の宇宙船ではまかないきれないほど大きなものであると考えられるため、国際宇宙ステーション（International Space Station, ISS）外部のトラスに取りつけて、ISSの電力で稼働するように設計された。コロンビア号空中分解事故の後再開された宇宙開発計画では、AMS-02は国際宇宙ステーション組立順序UF4.1に従い2005年にISSに設置されるはずだったが、技術的困難やシャトルの飛行予定の変更により予定は大幅に遅れ、一時は打ち上げの目処が立たない状態にもなった。
最終組立試験は、CERN（欧州原子核研究機構）があるスイスのジュネーヴで行われた。同機関の粒子加速器が発生した強力な核子ビームの照射試験を受け、実験は成功裏に終了した。その後本体は2010年2月16日にオランダのヨーロッパ宇宙研究技術センターに送られ、熱真空試験、電磁両立性試験、電波障害などの試験を受けた。熱真空試験を行った結果、超電導磁石を冷却するのに十分な極低温を保てない問題が明らかとなった。
オバマ政権はISSを2015年以降も延長して運用することを計画しているため、運営本部はAMS-02で使用が予定されていた超伝導磁石をAMS-01で使われた常伝導磁石に交換することを決定した。常伝導は磁場は弱いが、ISS上での運用期間は超伝導の3年に対し10年から18年にまで延長できる。このことはデータを収集する上で実験の感度を高めるための重要な要素になると考えられている。

## 計画の運営
AMS-02のシャトルへの搭載・発射・宇宙空間での展開等に関する活動を運営しているのは、テキサス州ヒューストンにあるNASAのジョンソン宇宙センターに本部を置く、アルファ磁気分光器計画局である。

## 搬送および国際宇宙ステーションへの設置

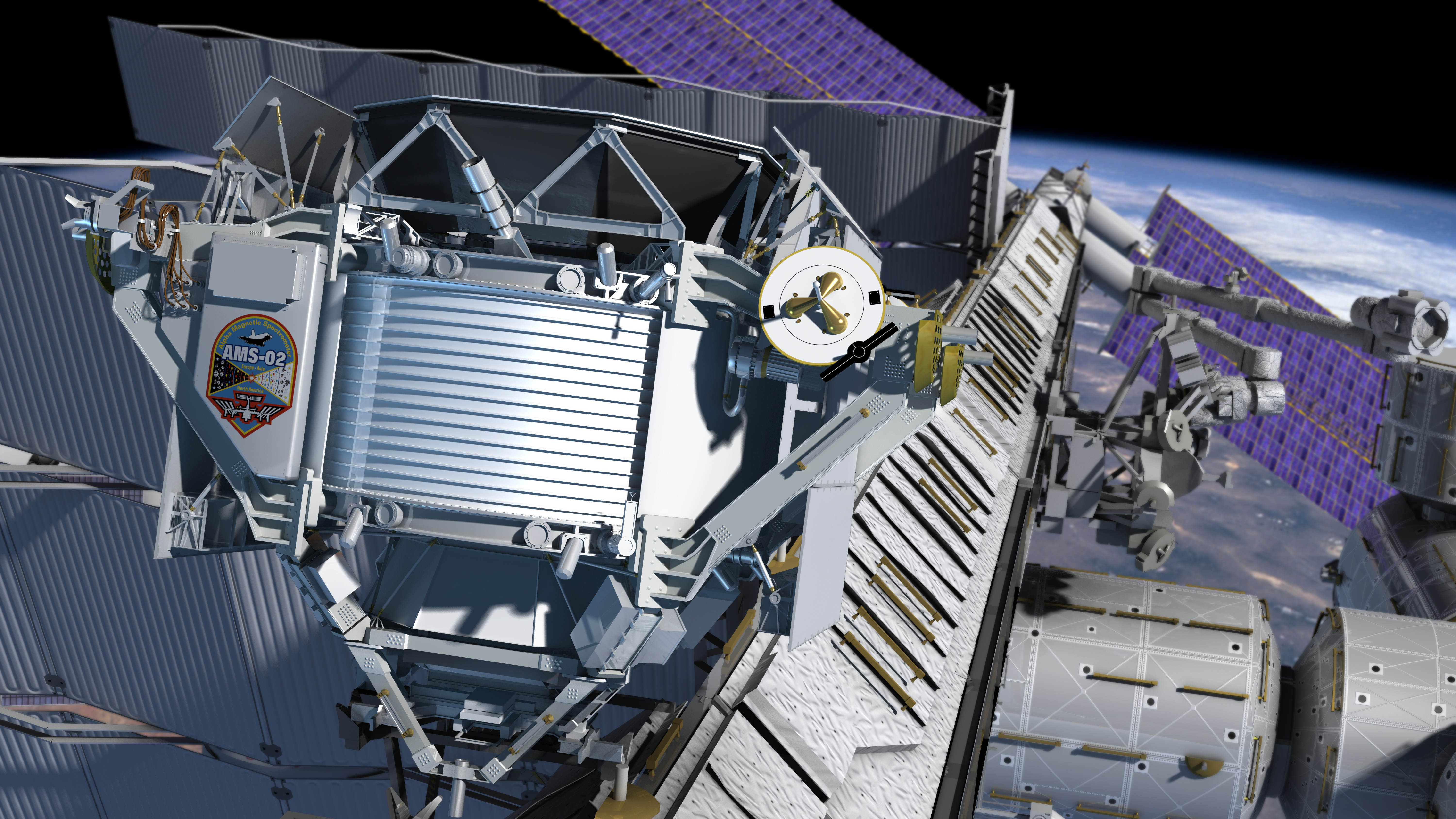
ISS上部内側搭載物設置位置に取りつけられるAMS-02のコンピューター・グラフィックス画像

AMS-02は国際宇宙ステーションの利用補給フライトSTS-134/ULF6で運ばれてISSに設置された。貨物室からはシャトルのロボットアームを使って取り出され、ISSのロボットアームに手渡された後、統合トラス構造（S3トラス）上部に取りつけられた。

## 諸元
- 重量：6,717 - 6,731キログラム
- 消費電力：2,000 - 2,500W
- データ処理速度：10Gbit/秒
- 地上へのデータ送信速度：2Mbit/秒
- 運用予定期間：10 - 18年
- 超伝導磁石（当初予定）：ニオブ-チタン合金コイル2巻、1.8Kで磁束密度0.87テスラ [11]
- AMS-02の磁石は、熱的な問題への対応と運用期間延長のため、AMS-01で使用された常伝導磁石に変更

## 費用
1999年にAMS-01の飛行が成功した時、2003年に予定されていたAMS-02も含めると、計画にかかる費用は総額で3,300万ドルになると予想されていた。だが2003年にコロンビア号空中分解事故が発生し、またAMS-02の製造に数多くの技術的困難が見出されたことにより、コストは15億ドルにまで膨れあがった。
この膨大な経費は厳しい非難の対象となり、AMS-02の実現が危ぶまれた時期があった。

## 機器の設計
検知区画は一連の検知器から構成されていて、内部を通過する放射線や粒子の様々な特徴を測定する。感知できるのは上部から下部に向けて通過した粒子だけで、それ以外の角度から入射したものはすべてはじかれる。上下に配列されている機器は、以下のものから構成されている。
- 高エネルギー粒子の速度を測定する遷移放射検出器 （Transition Radiation Detector: TRD）
- 低エネルギー粒子の速度を測定する飛行時間計測器 （Time-of-Flight System: ToF）
- 宇宙空間での機器の姿勢を測定する星位置追跡器（Star TrackerとGPS）
- 磁場内における荷電粒子の同位体を識別するシリコン飛跡検出器（Silicon Tracker）
- 荷電粒子の軌道を湾曲させて種類を特定するための常伝導磁石
- 上下以外の角度から入り込んだ通過粒子を除去するための非同時計数器 （Anti-Coincidence Counter: ACC）
- Silicon Trackerの測定精度を安定させる（Tracker Alignment System: TAS）
- 高速粒子の速度をきわめて正確に測定するリングイメージ型チェレンコフ光検出器 （Ring-Imaging Cherenkov Detector: RICH）
- 検知器と衝突した際に発する熱を測定することで粒子の種類を特定する電磁カロリーメーター （Electromagnetic Calorimeter: ECAL）

## 科学的目標
AMS-02は、ISSに観測機器を設置して、宇宙から長期間にわたって宇宙線を精密に観測することで、反物質や暗黒物質を探す研究を行い、宇宙の起源に関する理解を深めるのが目的である。

### 反物質
我々の住む銀河系が物質で構成されていることは実験的に検証されており、観測可能な宇宙の中に存在する100億個以上の銀河も全て同様の物質で構成されていると考えられている。一方、ビッグバン理論では宇宙誕生直後に物質は同量の反物質と共に対生成されたと考えられている。これまでの観測結果では反物質は自然界ではほとんど発見されておらず、なぜこのような不均衡が存在するのかは、CP対称性の破れにより説明される。このため、反ヘリウム原子核を直接観測し、現在の宇宙における物質と反物質の存在比を知ることができれば、素粒子論や宇宙初期の様子を知るための手がかりとなりうる。1999年のAMS-01による観測で、宇宙全体のヘリウムと反ヘリウムの流束比（検知器に飛び込んでくる量の比）は感度限界の10−6より小さいことが確かめられた。AMS-02では感度限界を10−9まで押し下げており、反物質の存在比が解明されることが期待されている。

宇宙を構成する要素の比率。星などの物質はわずか0.4%で、3.6%は星間ガス、その他の22%を暗黒物質、74%を暗黒エネルギーが占めている。

### 暗黒物質
星などの観測可能な物質の量は、多くの観測結果から計算すると、宇宙全体の質量の5%以下を占めるに過ぎない。残りの95%のうち20数％を暗黒物質、70数％を暗黒エネルギーが占めていると考えられている。両者の性質はいまだに明らかでないが、現在のところ暗黒物質の有力な候補として挙げられているのがニュートラリーノである。もしニュートラリーノが存在すれば、それらが互いに衝突することによって発生する荷電粒子がAMS-02によって観測されるはずである。陽電子、反陽子、ガンマ線の放出などが検出されれば、ニュートラリーノや他の暗黒物質候補の存在を示す徴候となり得る。

### ストレンジレット
物質を構成する最小単位のひとつとして、クォークという素粒子がある。クォークには「アップ」「ダウン」「ストレンジ」「チャーム」「ボトム」「トップ」の6種類が存在するが、地球上にある通常の物質はこのうちのアップとダウンの2種類のみから構成されており、その理由については不明である。一方、アップ・ダウン・ストレンジの三つのクォークから構成される粒子群「ストレンジレット」の存在が仮説として提唱されている。ストレンジレットは通常のアップ・ダウンクォークからなる物質と比べて、質量がきわめて大きい割には電荷が極端に小さく、全く新しい形態の物質であると予想されているが、実際に観測された例はまだない。ストレンジレットが宇宙空間を漂っているという仮説もあり、AMS-02にはこの仮説の検証材料となる観測結果が期待されている。

### 宇宙線環境
有人火星飛行をする際において、大きな障害となるのが宇宙線である。その量を正確に測定し、適切な対策を施すことが絶対に必要とされている。今日までに行われた宇宙線研究のほとんどは気球によるものだったが、その観測期間は実験によって大きく異なっていた。AMS-02は予定どおりならISS上で10 - 18年にわたって使用され、その間に陽子から鉄の原子核に至るまでの幅広いエネルギー範囲の宇宙線の流れを、長期間にわたって測定することが可能になる。さらにこのデータは有人宇宙飛行の放射線防御の研究に利用されるだけでなく、宇宙背景輻射や宇宙線の起源についての理解を深めさせることが期待されている。

## 打上げ延期の中止とスケジュールの修正
AMS-02はスペースシャトルの飛行計画が明らかにされなかったことにより、数年の間打上げられるのかどうかも分からない状態に置かれていた。2003年のコロンビア号事故の後、NASAはシャトルの飛行回数を減らし、残った機体を2010年までに退役させることを決定した。多くの飛行が当初の計画からキャンセルされ、AMS-02もその例外ではなかった。2006年にNASAはAMS-02をステーションに運ぶためのいくつかの代替案を検討したが、そのすべては費用がかかりすぎて実行できないことが明らかにされた。
2008年5月、シャトルの飛行を追加して2010年か2011年にAMS-02をISSに設置する予算案が提出された。議案は2008年7月11日に下院本会議を通過した後、上院の商業・科学・運輸委員会に送られ、そこでも承認された。一部を修正された後、同年9月25日に再度上院本会議を通過し、9月27日に下院で可決された。10月15日、ブッシュ大統領が同案に署名し、NASAはシャトルを退役させる前に追加の飛行を行うことが許可された。2009年1月、NASAはAMS-02のシャトルへの搭載飛行予定を修正。最終的には、2011年5月のSTS-134で打ち上げられた。

## 関連文献
- Sandweiss, J. (2004). “Overview of strangelet searches and Alpha Magnetic Spectrometer: when will we stop searching?”. Journal of Physics G: Nuclear and Particle Physics 30:  S51–S59. doi:10.1088/0954-3899/30/1/004.